# Grand Prix de Fourmies 2017
Il Grand Prix de Fourmies 2017, ottantacinquesima edizione della corsa e valevole come evento dell'UCI Europe Tour 2017 categoria 1.HC, si svolse il 3 settembre 2017 su per un percorso di 205 km, con partenza e arrivo a Fourmies, in Francia. La vittoria fu appannaggio del francese Nacer Bouhanni, il quale completò il percorso in 4h22'29" alla media di 46,860 km/h, precedendo il connazionale Marc Sarreau e il tedesco Rüdiger Selig.
Sul traguardo di Fourmies 123 ciclisti, su 172 partenti, portarono a termine la competizione.

## Squadre e corridori partecipanti
| N.      | Cod. | Squadra                    |
| ------- | ---- | -------------------------- |
| 1-8     | QST  | Quick-Step Floors          |
| 11-18   | TFS  | Trek-Segafredo             |
| 21-28   | BOH  | Bora-Hansgrohe             |
| 31-38   | ALM  | AG2R La Mondiale           |
| 41-48   | UAD  | UAE Team Emirates          |
| 51-58   | AST  | Astana Pro Team            |
| 61-68   | FDJ  | FDJ                        |
| 71-78   | COF  | Cofidis, Solutions Crédits |
| 81-88   | DEN  | Direct Énergie             |
| 91-98   | VWC  | Véranda's Willems-Crelan   |
| 101-108 | WGG  | Wanty-Groupe Gobert        |

| N.      | Cod. | Squadra                          |
| ------- | ---- | -------------------------------- |
| 111-118 | WVA  | WB Veranclassic Aquality Protect |
| 121-128 | TFO  | Fortuneo-Oscaro                  |
| 131-138 | RNL  | Roompot-Nederlandse Loterij      |
| 141-148 | ADT  | Armée de Terre                   |
| 151-158 | SVB  | Sport Vlaanderen-Baloise         |
| 161-168 | AUB  | HP BTP-Auber 93                  |
| 171-178 | DMP  | Delko Marseille Provence KTM     |
| 181-188 | WIL  | Wilier Triestina-Selle Italia    |
| 191-198 | NIP  | Nippo-Vini Fantini               |
| 201-208 | GAZ  | Gazprom-RusVelo                  |
| 211-218 | RLM  | Roubaix-Lille Métropole          |

## Ordine d'arrivo (Top 10)
| Pos. | Corridore        | Squadra      | Tempo    |
| ---- | ---------------- | ------------ | -------- |
| 1    | Nacer Bouhanni   | Cofidis      | 4h22'29" |
| 2    | Marc Sarreau     | FDJ          | s.t.     |
| 3    | Rüdiger Selig    | Bora         | s.t.     |
| 4    | David Menut      | Auber 93     | s.t.     |
| 5    | Simone Consonni  | UAE          | s.t.     |
| 6    | Justin Jules     | WB Veran.    | s.t.     |
| 7    | Jordan Levasseur | Armée de Te. | s.t.     |
| 8    | Jarl Salomein    | Sport Vl.    | s.t.     |
| 9    | Laurent Pichon   | Fortuneo     | s.t.     |
| 10   | John Degenkolb   | Trek         | s.t.     |